# The Wild Rover

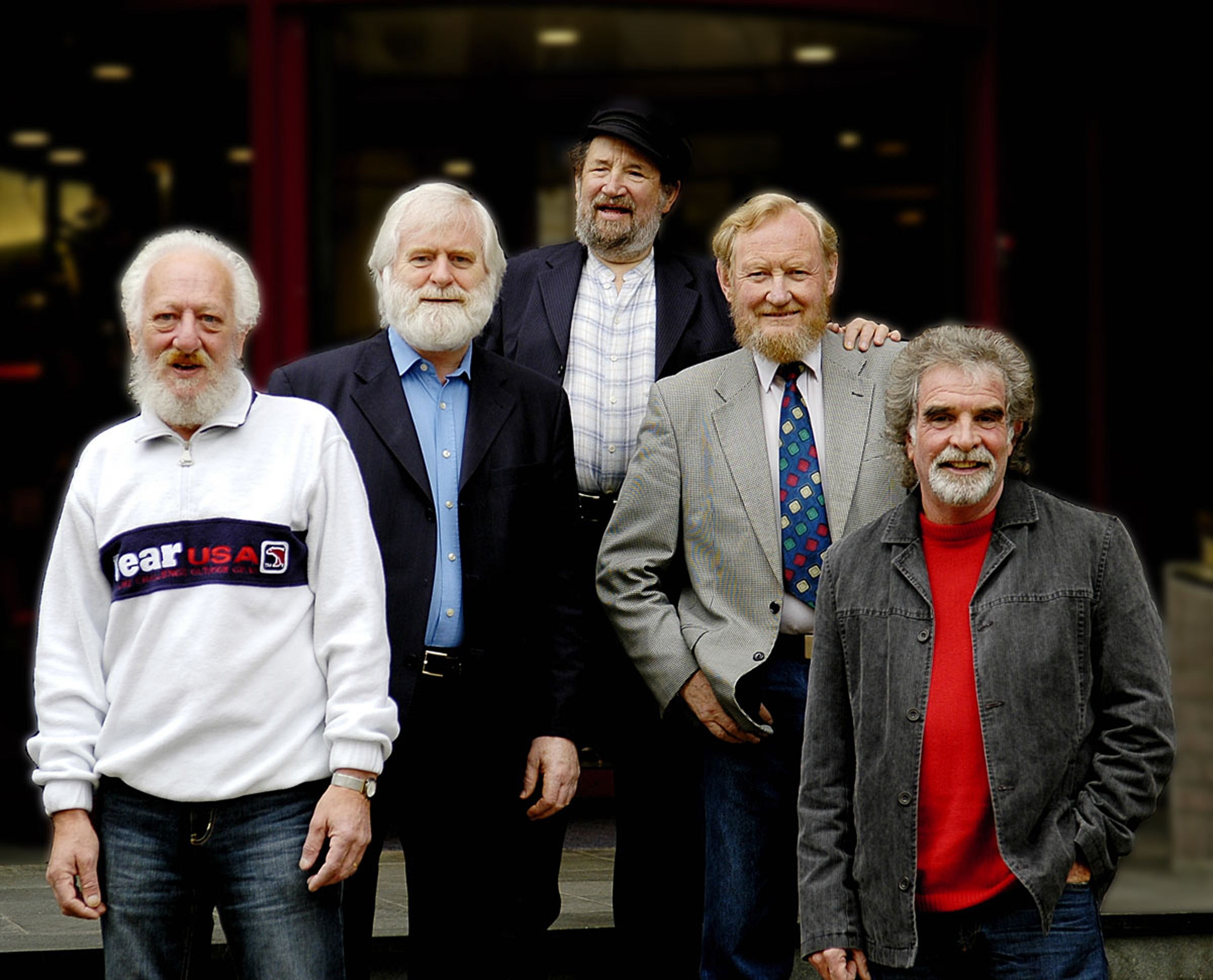
De bekendste versie van "The Wild Rover" werd gemaakt door The Dubliners.

"The Wild Rover" is een Engelstalig folknummer waarvan de origine niet bekend is. Het nummer wordt door velen gezien als een stereotiep Iers drinklied, dat vaak ten gehore wordt gebracht in Ierse pubs.
Het lied gaat over een jonge man die na jaren terugkomt in zijn geboortestad. Bij de pub weigert de kroegbazin hem krediet, waarna hij tien sovereigns (gouden munten) laat zien. Ze biedt hem dan de beste drank aan, maar hij zingt dat zijn dagen als 'rover' achter hem liggen en dat hij zijn gaat opbiechten wat hij gedaan heeft, het thema van de verloren zoon.
Het woord 'rover' duidt in het Engels niet op een crimineel, maar op iemand die een ongeregeld leven leidt, eventueel zonder vaste verblijfplaats. Connotaties zijn rondtrekken en flierefluitend leven van de hand in de tand; het Nederlandse woord rover is verwant, maar is een valse vriend.
De geschiedenis van "The Wild Rover" gaat minstens terug tot de 17e eeuw. Het lied werd indertijd opgevoerd als een moraliserende alehouse ballad (kroeglied), op teksten uit een pamflet van Thomas Lanfiere. Ook wordt het nummer gezongen als zeemanslied, bijvoorbeeld als shanty. In de loop der jaren zijn er meerdere tekstuele en muzikale aanpassingen aan het lied gedaan. De versie die heden ten dage het meest gangbaar is, is gebaseerd op de artiesten die "The Wild Rover" in de jaren 1960 zongen. De bekendste versie is van The Dubliners.
Tijdens optredens wordt het publiek vaak aangespoord om op de maat te klappen tijdens het refrein: "And it's no, nay, never, (klap - klap - klap - klap), No nay never no more, Will I play the wild rover, No never no more".

## Tekst
Er zijn talloze varianten van het lied, hieronder een voorbeeld:
| Tekst van "The Wild Rover" | Tekst van "The Wild Rover" |
| Origineel | Vertaling |
| --- | --- |
| I have been a wild rover for many a year And I spent all mi' money on whiskey and beer But now I'm returning with gold in great store And I never will play The Wild Rover no more.                         | Ik heb ruig geleefd zoveel jaren lang En ik gaf al mijn geld uit aan whisky en bier Maar nu keer ik terug met goud bij de vleet En mijn ruige leven zeg ik vaarwel.                                     |
| Refrein: And it's no, nay never No nay never no more Will I play The Wild Rover No, never, no more | Refrein: En 't is nee, nee nooit meer Nee, nee, nooit niet, nooit meer Zal ik losgeslagen leven Nee, nooit niet, nooit meer                                                                             |
| I went into an Ale House I used to frequent And I told the landlady my money was spent I asked her for credit she answered me "nay" "Such a custom like yours I can have any day"                           | Ik ging naar de kroeg waar ik stamgast was En vertelde de kroegbazin dat ik blut was Ik vroeg haar krediet, maar ze antwoordde "Nee, Een klant als jij kan ik elke dag wel krijgen."                    |
| Refrein | Refrein |
| Well load of mi' pocket, I took ten sovereigns brights And the landlady's eyes opened wide with delight She said "I have whiskey and wines of the best and the words that I spoke, they were only in jest." | Ik haalde mijn zak leeg, pakte tien glanzende sovereigns En haar ogen werden groot van verrukking Ze zei: "Ik heb de beste whiskey en wijn En wat ik daar zei dat was enkel scherts."                   |
| Refrein | Refrein |
| I'll go home to mi' parents, confess what I've done And I'll ask them to pardon their prodigal son And if they'll caress me as often time before Then I never will play The Wild Rover no more              | Ik zal terug naar mijn ouders gaan, bekennen wat ik heb gedaan Hen vragen hun verkwistende zoon te vergeven En als ze mij geknuffeld hebben zoals ze zo vaak deden Dan zeg ik mijn ruige leven vaarwel. |
| Refrein x2 | Refrein x2 |

Er bestaan meerdere varianten op de tekst. Zo wordt de strofe "and the words that I/you told you/me were only in jest" vaak vervangen door "and I'll take you upstairs and I'll show you the rest" of "and the whores on the floor'll take care of the rest". De laatste strofe "Then I never will play The Wild Rover no more" wordt in meerdere versies vervangen door "I'll go out and I'll play the wild rover once more!"

## Hitnoteringen
Deze hitnoteringen zijn gehaald door de versie van The Dubliners.

### NPO Radio 2 Top 2000
| Nummer met noteringen in de NPO Radio 2 Top 2000 | '99 | '00 | '01 | '02 | '03 | '04 | '05 | '06 | '07 | '08 | '09  | '10  | '11  | '12 | '13  | '14  | '15  | '16  | '17  | '18  | '19  | '20  | '21  | '22  | '23  | '24  |
| ------------------------------------------------ | --- | --- | --- | --- | --- | --- | --- | --- | --- | --- | ---- | ---- | ---- | --- | ---- | ---- | ---- | ---- | ---- | ---- | ---- | ---- | ---- | ---- | ---- | ---- |
| The Wild Rover                                   | 674 | -   | 794 | 788 | 575 | 749 | 614 | 663 | 786 | 676 | 1044 | 1068 | 1046 | 905 | 1008 | 1128 | 1224 | 1186 | 1314 | 1292 | 1126 | 1297 | 1366 | 1442 | 1386 | 1584 |

1. ↑  Een '-' betekent dat het nummer niet was genoteerd en een vetgedrukt getal geeft de hoogste notering aan.

### Evergreen Top 1000
| Evergreen Top 1000 "The Wild Rover - Dubliners" | Evergreen Top 1000 "The Wild Rover - Dubliners" | Evergreen Top 1000 "The Wild Rover - Dubliners" | Evergreen Top 1000 "The Wild Rover - Dubliners" | Evergreen Top 1000 "The Wild Rover - Dubliners" | Evergreen Top 1000 "The Wild Rover - Dubliners" | Evergreen Top 1000 "The Wild Rover - Dubliners" | Evergreen Top 1000 "The Wild Rover - Dubliners" | Evergreen Top 1000 "The Wild Rover - Dubliners" | Evergreen Top 1000 "The Wild Rover - Dubliners" | Evergreen Top 1000 "The Wild Rover - Dubliners" | Evergreen Top 1000 "The Wild Rover - Dubliners" | Evergreen Top 1000 "The Wild Rover - Dubliners" | Evergreen Top 1000 "The Wild Rover - Dubliners" | Evergreen Top 1000 "The Wild Rover - Dubliners" | Evergreen Top 1000 "The Wild Rover - Dubliners" | Evergreen Top 1000 "The Wild Rover - Dubliners" |
| Jaar                                            | 2008                                            | 2009                                            | 2010                                            | 2011                                            | 2012                                            | 2013                                            | 2014                                            | 2015                                            | 2016                                            | 2017                                            | 2018                                            | 2019                                            | 2020                                            | 2021                                            | 2022                                            | 2023                                            |
| ----------------------------------------------- | ----------------------------------------------- | ----------------------------------------------- | ----------------------------------------------- | ----------------------------------------------- | ----------------------------------------------- | ----------------------------------------------- | ----------------------------------------------- | ----------------------------------------------- | ----------------------------------------------- | ----------------------------------------------- | ----------------------------------------------- | ----------------------------------------------- | ----------------------------------------------- | ----------------------------------------------- | ----------------------------------------------- | ----------------------------------------------- |
| Positie                                         | -                                               | -                                               | -                                               | -                                               | -                                               | 305                                             | 249                                             | 274                                             | 307                                             | 343                                             | 366                                             | 435                                             | 353                                             | 301                                             | 299                                             | 356                                             |

## Andere interpreteerders
- The Clancy Brothers and Tommy Makem
- Dropkick Murphys
- Johnny Logan
- The High Kings
- The Pogues
- Rapalje
- The Seekers
- Stiff Little Fingers
- Týr
- Wolfe Tones
- André Rieu
- Big Benny